# 미주복음방송
미주복음방송은 미국 캘리포니아주 애너하임에 방송 라이센스를 가지고, 로스앤젤레스 대도시권에서 방송되는 한인 개신교 복음 중심의 라디오 방송국이다. 약칭은 GBC(영어: Gospel Broadcasting Company)이다. 본사는 애너하임 웨스트 라 팔마 애비뉴 (W La Palma Ave) 2641에 있다.

## 연혁
- 1991년 2월 11일 : 미주복음방송 개국. AM1190(KORG, 애너하임) 채널을 하루 4시간 임대하여 애나하임 방송실에서 첫 방송 송출(출력/ 낮 10KW, 밤 1KW)
- 1991년 5월 1일 : 방송국을 3030 W. 8th Street으로 이전
- 1991년 10월 1일 : 방송시간 하루 10시간으로 연장
- 1996년 2월 23일 : 인터넷방송 시작
- 1996년 10월 17일 : 비영리기관으로 캘리포니아 주정부 등록 및 연방정부 승인
- 1996년 10월 27일 : 방송 출력 10kW에서 20kW로 증강
- 2000년 12월 15일 : 방송국을 680 Wilshire Place, #301로 이전
- 2003년 3월 28일 : 자체 사옥 구입하여 입주 (621 S. Virgil Ave. Los Angeles, CA 90005)
- 2006년 1월 2일 : FM 88.3을 통해 Sub-carrier 방송 시작
- 2007년 11월 2일 : FM 88.3 Sub-carrier 방송시간을 24시간으로 연장
- 2010년 1월 : 스마트폰 앱으로 방송 시작
- 2011년 2월 25 : 20년간 임대하던 주파수를 구입하여 24시간 방송 시작
- 2013년 3월 15일 : 방송 월간지 “빛” 창간

## 주파수
- 콜사인 : KGBN, 주파수 : 1190 AM, 출력 : 20,000W (주간)·1,300W (야간)

## 같이 보기
- (한국어) 미주복음방송  - 공식 웹사이트